# Feelings (canción)
«Feelings» (en español: Sentimientos) es una canción del cantante estadounidense Lauv. Fue lanzada a través de AWAL el 19 de septiembre de 2019 como quinto sencillo de su álbum de estudio debut, How I'm Feeling (2020).

## Composición y letras
«Feelings» es una canción sobre amor no correspondido en la que Lauv «[está] preguntando a una chica si quiere cruzar la línea y llevar sus sentimientos al siguiente nivel».

## Créditos y personal
Créditos adaptados de Tidal.
- Lauv - voz, compositor, productor
- Johnny Simpson - compositor, productor
- Andrea Rosario - compositora
- Michael Pollack - compositor

## Posicionamiento en listas
| Listas (2019)                         | Mejor posición |
| ------------------------------------- | -------------- |
| Australia (ARIA)                      | 53             |
| Irlanda (IRMA)                        | 80             |
| Lituania (AGATA)                      | 56             |
| Malasia (RIM)                         | 18             |
| Nueva Zelanda Hot Singles (RMNZ)      | 2              |
| Singapur (RIAS)                       | 5              |
| Suecia Heatseeker (Sverigetopplistan) | 17             |

## Historial de lanzamiento
| Región | Fecha                    | Formato                     | Discográfica | Ref.  |
| ------ | ------------------------ | --------------------------- | ------------ | ----- |
| Varios | 19 de septiembre de 2019 | Descarga digital, Streaming | AWAL         | [ 1 ] |